# Bombardement de Peenemünde

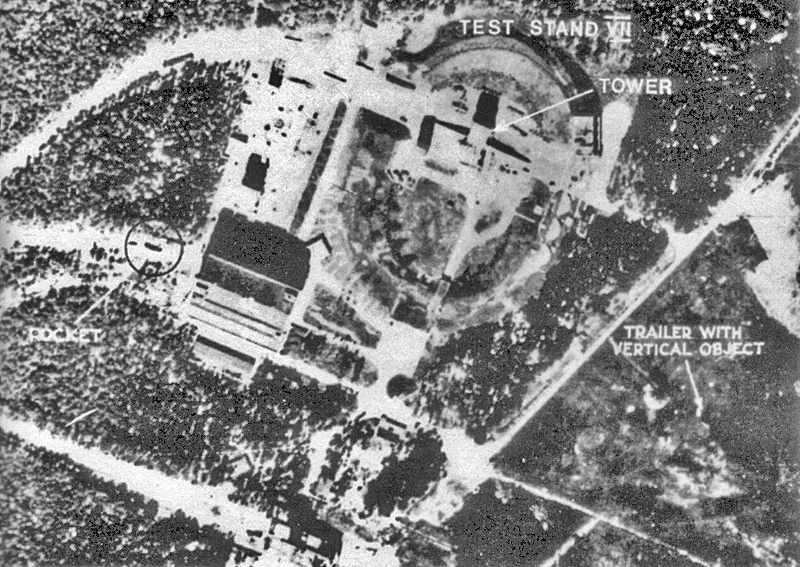
Le centre de recherche de Peenemünde en 1943.

Le bombardement de Peenemünde est une attaque effectuée dans le cadre de l'opération Crossbow visant à perturber le développement d'armes secrètes allemandes.
Le premier raid sur Peenemünde a lieu du 17 au 18 août 1943, impliquant 596 bombardiers lourds de la Royal Air Force. L'existence et l'emplacement du programme ont été obtenues à partir des conversations secrètement enregistrées d'un officier allemand, Wilhelm Ritter von Thoma, prisonnier de guerre britannique. Cependant, von Thoma n'est pas mentionné dans les dossiers déclassifiés et l'histoire pourrait avoir été fabriquée afin de protéger les membres de la résistance belge et luxembourgeoise. L'histoire officielle du MI6 par le professeur Keith Jeffery cite plusieurs sources, notamment une information provenant de travailleurs forcés enrôlés pour travailler à Peenemünde.
Des attaques ultérieures sont menées lors de raids de jour par la 8th Air Force de l'armée de l'air américaine. Parmi les personnes au sol à Peenemünde se trouvent Wernher von Braun, Walter Dornberger, Hanna Reitsch ainsi que Walter Thiel, qui trouve la mort dans le bombardement. Certaines bombes sont larguées trop au sud, laissant plusieurs bâtiments intacts, tandis que de nombreuses bombes frappent les camps de travaux forcés, tuant entre 500 et 600 prisonniers.